# ヘンリー・アダムズ・トンプソン

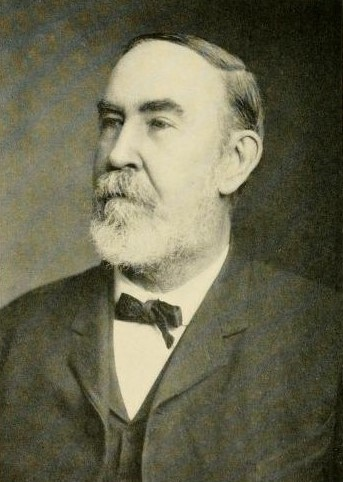
ヘンリー・アダムズ・トンプソン

ヘンリー・アダムズ・トンプソン（Henry Adams Thompson、1837年3月23日-1920年7月8日）は、アメリカの禁酒主義者・教授で、1880年の禁酒党の副大統領候補者であった。
トンプソンは生まれはペンシルベニア州であったが、人生の多くの期間をオハイオ州で過ごした。連合同胞教会の会員になり中西部の連合同胞の大学数校で数学を教えた。トンプソンは1872年から1886年までオッターベイン大学の学長を務めた。学長としての多くの期間は、1873年恐慌に続く不況期の学校の金融状況の改善に充てられた。
当初は共和党員であったが、禁酒党の初期の党員になった。1880年の大統領選に出馬したメイン州のニール・ダウと合同し副大統領に選出される試みは、当時党の最大の成果であったが、依然として最終的な勝者ジェームズ・ガーフィールドとチェスター・A・アーサーに遠く4位にいた。1880年前後に更に数度禁酒党の旗の下で出馬したが、すべて失敗に終わった。

## 前半生と教育者としての経歴
ヘンリー・トンプソンは1837年3月23日にジョン・トンプソンとリディア・ブレイク・トンプソンの息子としてペンシルベニア州ストームスタウンで生まれた。ジョン・トンプソンはセンター郡の鉄工所の工場長で、後にストームスタウンで手広く商業を営んだ。リディア・ブレイクはペンシルベニア州ケネットスクエアーのクエーカーだったが、長老派教会信者のトンプソンと結婚すると破門された。ジョン・トンプソンは政治的に活動し、郡の保安官として2期務めた。のちに息子のヘンリーが継承することになる反奴隷制と禁酒運動で活動した。

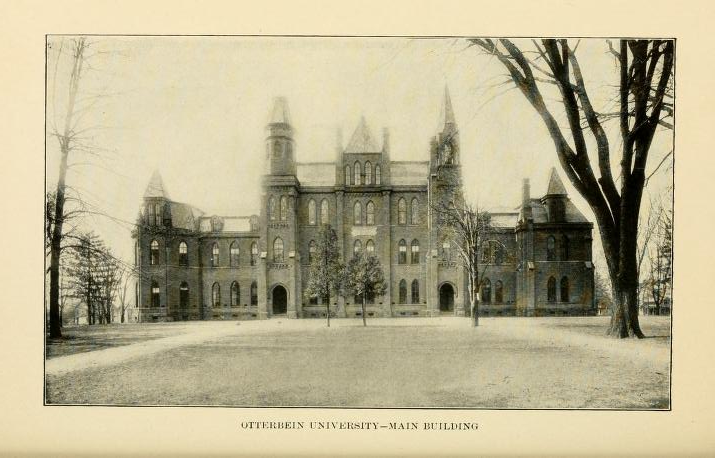
トンプソンの在職期間に建てられたオッターベイン大学校舎

トンプソンは学士の学位を得て1858年にジェファーソン大学（現：ワシントン・ジェファーソン大学）を卒業し、ウェスタン神学校（現：ピッツバーグ神学校）で2年間学んだ。1861年、アイオワ州シュエイビルにある連合同胞提携の大学であるウェスタン大学（現：レアンダー・クラーク大学）の数学教授に任命され、1年間そこで教えた。大覚醒期のペンシルベニア・ダッチで初めて起こった敬虔主義教会連合同胞は、禁酒主義を採用したアメリカ合衆国で最初期の教会の一つであった。トンプソンの時代になるまで、アルコール禁止の戦いにも参加していたが、ほとんどは共和党員で、小規模でシングルイシューの禁酒党には参加しなかった。
翌1862年、トンプソンはオハイオ州ウェスタービルの別の連合同胞の学校オッターベイン大学で数学と自然科学を教え始めた。同年オッターベイン大学で教えていた芸術家ハリエット・コープランドと結婚した。ジェシー、クララ、ルイスの3人の子供がいて、3人の内2人は、医者になった。1867年、オハイオ州トロイの学校の管理者になるためにオッターベイン大学を去った。4年間その地位に留まると、イリノイ州ウェストフィールドの連合同胞の学校ウェストフィールド大学で再び数学教授として勤めるために教育に復帰した。。
1872年、トンプソンはオッターベイン大学の学長に選出され、1886年までその地位に留まった。翌年オッターベイン大学から神学で博士号を授与された。学長としてトンプソンは教壇に立ち続け学校運営や協会運営について全国で演壇に立った。1873年恐慌の少し前に就任したため、学長としての主要な課題は大学の資金源の確保であった。この点では彼は成功したが、それでも大学は経済の回復まで倒産しないように資金を借りなければならなかった。最初の負債が生じた後、トンプソンは更に速やかに返済するため寄付を集めて回った。教育の質と学者の間の学校の評判の両方を改善しながら、オッターベイン大学で教える新しい教授を惹きつけることにも尽力した。トンプソンは教会と提携する学校の調整機関として機能する、連合同胞教会の教育総合委員会を組織することに関わった。

## 政治経歴

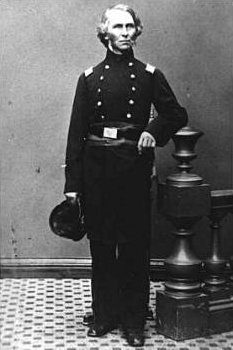
ニール・ダウ（1880年にトンプソンと立候補した）

トンプソンは1850年の結党以来共和党員と自認していたが、1874年に禁酒党に加入するために脱退した。党というよりかは運動に近かった禁酒党員はアルコールを禁止するための努力に焦点を当てていた。トンプソンのように、殆どの党員は敬虔主義教会の出身でかつ元共和党員であった。この年、オハイオ州第12選挙区での連邦下院議員だった民主党ヒュー・J・ジェウェットの辞任により残された数ヶ月の任期のための補欠選挙と、その次の2年の任期のための選挙が行われたが、その両方で党の候補者であった。トンプソンは僅か数百票しか得られず民主党候補ウィリアム・E・フィンクに敗れた。クリーヴランドにおける1876年の禁酒党全国大会の議長であったが、党の若い候補者の活動が貧弱で、全国で7000を下回る票しか獲得できなかった。 
1880年、党はメイン州ポートランドの市長として国内最初の禁酒条例の制定者のひとりとなったニール・ダウに率いられる運動に合同しトンプソンを副大統領候補に選出した。党大会に代表を送ったのは僅か12州で、参加者が一致した公約は、当時の政治問題のほとんどに触れず、代わりにアルコールの魔性に焦点を当てた。禁酒党員はこの年の選挙では総得票数を伸ばしたが、依然として900万以上の有権者のうち1万票をわずかに超える票しか得られなかった。禁酒党は1887年にオハイオ州知事の候補者としてトンプソンを擁立した。再び全体で1％にも満たない得票で勝者の民主党候補リチャード・ムーア・ビショップに対して大きく離されての5位の結果で終わり失敗した。トンプソンの総得票数も共和党候補ウィリアム・H・ウェストや他の二つの少数政党労働党とグリーンバック党の候補者のそれを下回った。
トンプソンは数回にわたり議院に立候補した。1900年、離脱した禁酒党党員からなる連合改革党の候補者としてオハイオ州第3選挙区に立候補した。投票数の僅か0.32％を得ただけで、共和党のロバート・M・ネヴィンが当選した。1908年、再合同した禁酒党の候補として同じ議席を狙ったが、得票数の僅か0.4％を得ただけで、民主党のジェイムズ・コックスに敗れた。1910年、トンプソンはオハイオ州知事に立候補した。禁酒法の考えは広まりを見せていたが禁酒党候補は得票数の僅か0.77％を得ただけで民主党のジャドソン・ハーモンが勝利した。最後の立候補は、オハイオ州の州境を超えたインディアナ州第4選挙区だった。得票数の2.24％を得てトンプソンの最高の結果であったが、依然勝利には程遠かった。

## 後半生
1886年に大学学長を退任すると、トンプソンは学校や党、教会で活動を続けた。1885年にオハイオ州立考古学及び歴史協会の代表になり、1893年のシカゴ万国博覧会の展示を準備した。1889年に出版されたOur Bishops: A Sketch of the Origin and Growth of the Church of the United Brethren in Christなどの教会に関する本を数冊書いた。1901年、United Brethren Reviewの編集者に選ばれた。1920年7月8日にオハイオ州デイトンで死去し、オハイオ州ウェスターヴィルのオッターベイン墓地に埋葬された。